# Kastorf
Kastorf település Németországban, Schleswig-Holstein tartományban. Lakosainak száma 1207 fő (2023. december 31.).

## Népesség
A település népességének változása:
| Lakosok száma | 620  | 1112 | 1120 | 1157 | 1179 | 1207 |
|               | 1975 | 2017 | 2019 | 2021 | 2022 | 2023 |